# 78-й армейский корпус (вермахт)
78-й армейский корпус особого назначения (нем. LXXV. Armeekorps z.b.V.) — соединение вермахта, сформирован 6 марта 1944 года.

## История
78-й армейский корпус особого назначения сформирован 6 марта 1944 года в Бреслау на территории 8-го военного округа. С апреля 1944 года включён в состав 4-й румынской армии, входящей в группу армий «Южная Украина». Театр действий — южный фланг Восточного фронта. 25 мая 1944 года — расформирован.

## Состав корпуса
- 478-я рота связи (нем. Nachrichten-Kompanie)
- 478-я корпусная служба снабжения (нем. Korps-Nachschubtruppen)

## Командование корпуса

### Командующий корпусом
- 6 марта 1944 — 25 мая 1944 генерал-майор Освин Гролиг

### Начальник штаба корпуса
- март 1944 — 25 мая 1944 оберст-лейтенант Хорст Лиезе